# Кайиндинський сільський округ (Аркалицька міська адміністрація)
Кайинди́нський сільський округ (каз. Қайыңды ауылдық округі, рос. Кайындинский сельский округ) — адміністративна одиниця у складі Аркалицької міської адміністрації Костанайської області Казахстану. Адміністративний центр — село Кайинди.
Населення — 537 осіб (2021; 937 у 2009, 1869 у 1999, 2845 у 1989).
Станом на 1989 рік існували Алуанська сільська рада (село Алуа) та Каїндинська сільська рада (села Кизилжулдиз, Шилі) Аркалицького району. 19 липня 2019 року до складу сільського округу була включена територія ліквідованої Алуаської сільської адміністрації.

## Склад
До складу округу входять такі населені пункти:
| Населений пункт   | Старі назви | Населення, осіб (1989) | Населення, осіб (1999) | Населення, осіб (2009) | Населення, осіб (2021) |
| ----------------- | ----------- | ---------------------- | ---------------------- | ---------------------- | ---------------------- |
| Алуа, село        | -           | 793                    | 541                    | 158                    | 64                     |
| Кайинди, село     | Шилі        | 1595                   | 954                    | 496                    | 274                    |
| Кизилжулдуз, село | Кизилжулдиз | 457                    | 374                    | 283                    | 199                    |